# Beisamun
Beisamun, també Baysamun o Beisamoun (àrab: بيسمون, Baysamūn), va ser un petit poble àrab palestí, situat a la pantanosa vall d'Hula, 16,5 km al nord-est de Safed.
Beisamun és també un jaciment arqueològic important per al Neolític antic. Hi destaca la troballa de dos cranis humans arrebossats, signes de cremació i estructures de cases. Es troba molt a prop d'un altre jaciment natufià important, Ain Mallaha.

## Descripció
El poble va ser construït al vessant sud d'un turó a 75 metres sobre el nivell del mar. Hi ha algunes fonts a l'oest del poble, i el seu costat oriental passa per Uadi Al-Arayes, que abans acabava al llac Hula. Els edificis del poble s'estenien al llarg de la carretera de manera dispersa. El 1945 tenia una població de 20 habitants. Va perdre els seus habitants durant la Guerra de 1948, el 25 de maig de 1948, quan el va ocupar el Primer Batalló del Palmach en l'operació Yiftach.

## Història

### Jaciment prehistòric i de l'edat del bronze

Extensió de la cultura natufiana.

Kathleen Kenyon va assenyalar que Beisamun havia desaparegut sota els moderns sistemes de drenatge establerts per Israel. Tanmateix, a les basses de peixos creades s'hi van poder trobar restes neolítiques que incloïen cases i dues calaveres arrebossades.
Les cases rectangulars amb terres arrebossats mostren semblances sorprenents amb les de Biblos. Aquest tipus de casa també es va trobar a Yiftahel, Ain Ghazal i Jericó.
Un període principal d'habitació va ser durant el Neolític preceràmic B (9000-6500 aC), però també s'hi han trobat restes de ceràmica neolítica i de l'edat del bronze.

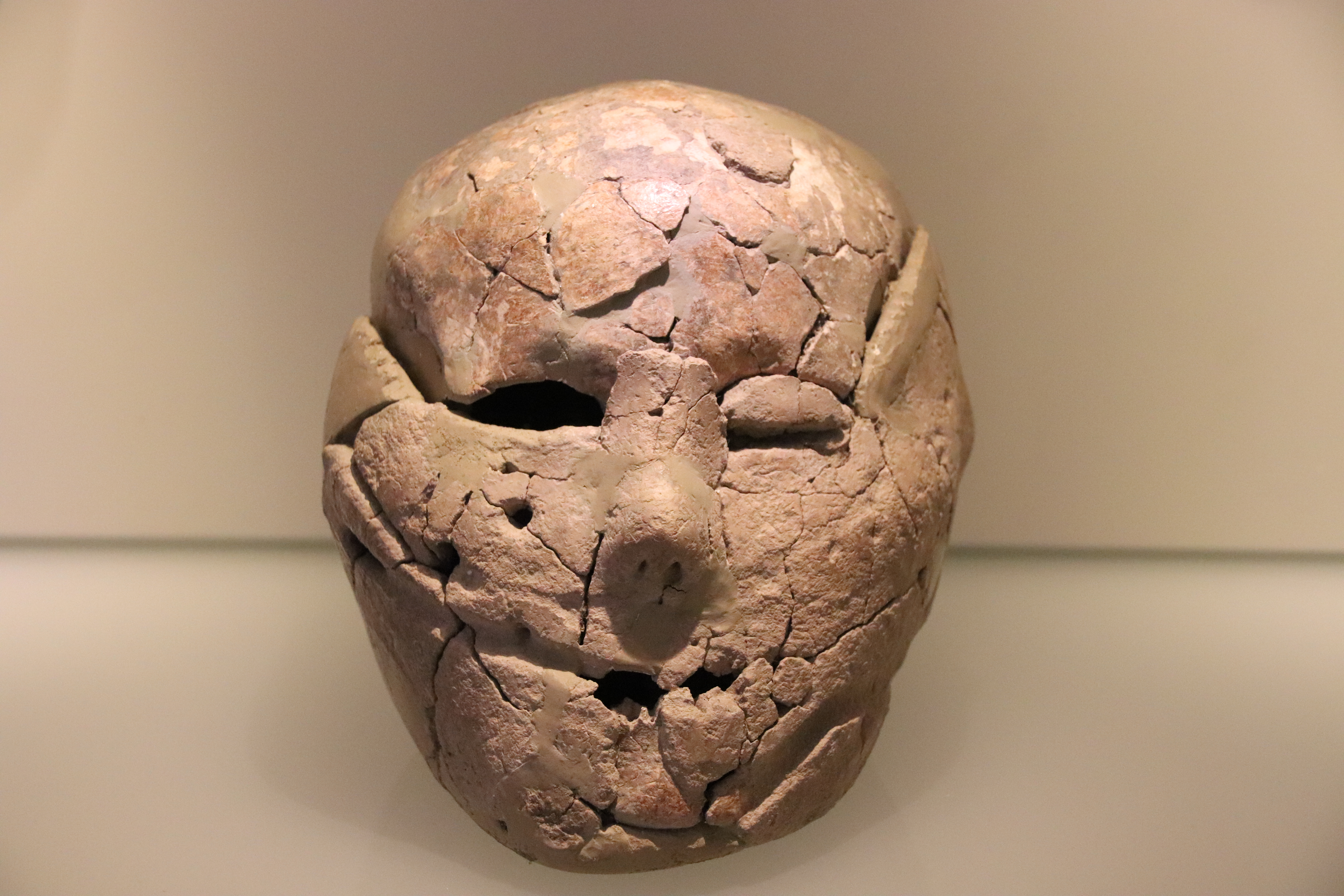
Crani arrebossat trobat a Beisamun.

### Mandat britànic
La població de Beisamun, segons el cens de Palestina de 1922, constava de 41 musulmans. Aquesta població va augmentar fins a 50 musulmans en 11 cases el 1931.
A les estadístiques de 1945 la població era de 20 musulmans, amb un total de 2.102 dúnams de terra, segons una enquesta oficial de terra i població. D'aquests, 107 dúnams eren plantacions i terres regables, 1.817 per a cereals; mentre que 133 dunams eren superfície no cultivable.

### Conseqüències de la guerra del 1948
Va ser avandonat el 25 de maig de 1948 quan el Primer Batalló del Palmach, en l'Operació Yiftach, el va ocupar.
L'any 1992 es va descriure el lloc on hi havia hagut el poble: «No queden rastres de les cases. El lloc està ocupat per magatzems per a estris agrícoles utilitzats pel Kibbutz Manara, creat el 1943. El terreny al voltant d'aquest lloc s'hi conrea i s'hi han construït estanys per a peixos.»